# دير كوستانيويتسا
دير كوستانيويستا (بالإيطالية: Castagnevizza) هو دير فرنسيسكاني في بريستافا بالقرب من نوفا جوريتسا، سلوفينيا. كثيراً ما يشير إليها السكان المحليون باسم (بالسلوفينية: Capela) وتعني مصلى كنسي.

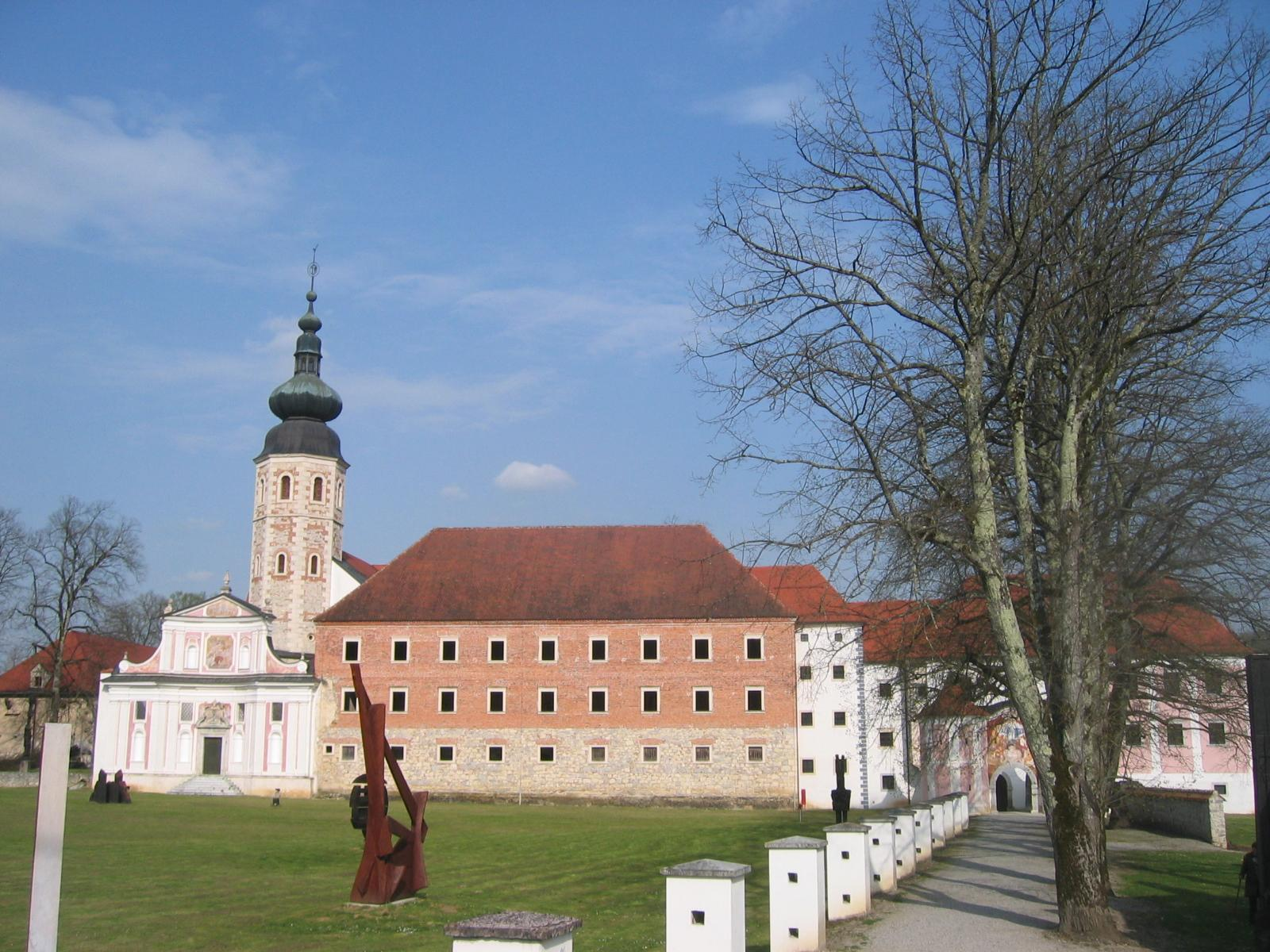
دير كوستانيويتسا

تقف الدير مع كنيسة البشارة على تل يبلغ ارتفاعه 143 متر يفصل بين مدينة نوفا جوريتسا وبريستافا. تقع على بعد 200 متر فقط من الحدود مع إيطاليا. أشتهرت بكونها مكان دفن شارل العاشر ملك فرنسا وعائلته.

## التاريخ
في عام 1623 أقيم معبد كرملي صغير خارج حدود مدينة غوريتسيا. في المائة عام التالية، تم بناء دير بجوار الكنيسة، بينما أصبحت الكنيسة الرهبانية مكاناً مهماً للحجاج من منطقتي فريولي وغوريتسيا. في عام 1781، حل إمبراطور الروماني جوزيف الثاني الدير. في عام 1811، استحوذ الرهبان الفرنسيكان على المجمع المهجور وأعادوا تأسيس الدير. من بين أمور أخرى، أحضروا مكتبة بارزة تحتوي على حوالي عشرة آلاف كتاب، تم نقلها من دير سفيتا غورا القريب. اليوم، تم تسمية المكتبة على اسم الأب ستانيسلاف سكرابيك، وهو لغوي سلوفيني شهير من القرن التاسع عشر عاش وعمل في الدير لأكثر من 40 سنة.
تعرضت دير كوستانيويتسا لأضرار كثيرة في معارك إيسونزو خلال الحرب العالمية الأولى. تم ترميمه بين عامي 1924 و 1929. حتى نهاية الحرب العالمية الثانية، كان الدير جزء من مدينة غوريتسيا. في عام 1947، تم تعيين الحدود بين إيطاليا ويوغوسلافيا على بعد بضع مئات من الأمتار غرباً من الدير، وأصبحت كوستانيويتسا جزء من مدينة نوفا جوريتسا المنشأة حديثاً.

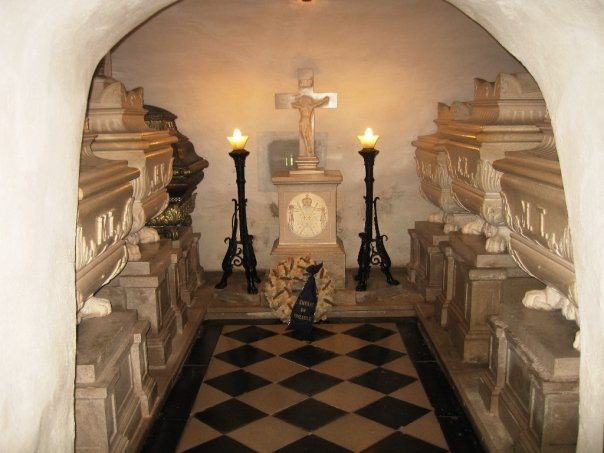
سرداب الملك شارل العاشر بجانبيه لويس أنطوان، دوق أنغوليم وماري تيريز شارلوت من فرنسا وأفراد آخرون من أسرة آل بوربون-فرنسا

## السرداب
في القرن التاسع عشر، استُخدم سرداب الدير الفرنسيسكاني لدفن أعضاء عائلة بوربون الفرنسية الذين ذهبوا إلى المنفى بعد ثورة يوليو. استقر معظمهم في غوريتسيا، التي كانت آنذاك جزءاً من الإمبراطورية النمساوية، في ثلاثينات القرن التاسع عشر. المدفونون في السرداب هم :
| لويز ماري تيريز من أرتوا حفيدة شارل العاشر، شقيقة هنري.            | † | لويس أنطوان، دوق أنغوليم الابن البكر ل شارل العاشر ، لقب بـ لويس التاسع عشر                                   | لويس أنطوان، دوق أنغوليم الابن البكر ل شارل العاشر ، لقب بـ لويس التاسع عشر                                   |
| هنري كونت تشامبورد حفيد شارل العاشر ملك فرنسا ، لقب بـ هنري الخامس | † | شارل العاشر ملك فرنسا ملك فرنسا (1824-1830), الشقيق الأصغر للملكين لويس السادس عشر ملك فرنسا ولويس الثامن عشر | شارل العاشر ملك فرنسا ملك فرنسا (1824-1830), الشقيق الأصغر للملكين لويس السادس عشر ملك فرنسا ولويس الثامن عشر |
| الأرشيدوقة ماريا تيريزا من النمسا-إستي زوجة هنري كونت تشامبورد     | † | ماري تيريز شارلوت من فرنسا ابنة لويس السادس عشر ملك فرنسا وماري أنطوانيت، زوجة وابنة عم لويس التاسع عشر       | ماري تيريز شارلوت من فرنسا ابنة لويس السادس عشر ملك فرنسا وماري أنطوانيت، زوجة وابنة عم لويس التاسع عشر       |
|                                                                    | ↑ | بيير لويس جان كازمير دوق بلاكاس وزير ودبلوماسي                                                                | |